# Якимівка (Крупський район)
Якимівка (біл. вёска Якімаўка) — село в складі Крупського району Мінської області, Білорусь. Село підпорядковане Холопеницькій сільській раді, розташоване в східній частині області.